# Teoremi dell'economia del benessere
In microeconomia, e in particolare nella prospettiva dell'economia neo-classica, i teoremi dell'economia del benessere costituiscono una delle principali argomentazioni a favore del libero mercato, e contro l'intervento dello Stato nell'economia o in generale soluzioni di pianificazione centrale.

## Illustrazione intuitiva
L'intuizione sottostante ai due teoremi fondamentali è che il normale funzionamento di un mercato perfettamente concorrenziale consente di raggiungere un equilibrio in cui le risorse dell'economia (beni di consumo, fattori di produzione) sono allocate in maniera ottimale tra tutti gli agenti che vi operano. In questo contesto, un'allocazione si considera ottimale nel senso dell'efficienza Paretiana, ossia se, a partire da tale allocazione, non è possibile redistribuire le risorse in maniera tale da incrementare l'utilità di almeno un agente, senza ridurre quella di almeno un altro agente.
Se da un lato, in linea teorica, lo stesso risultato potrebbe essere raggiunto da un pianificatore centrale — ad esempio, lo Stato — che distribuisca le risorse sulla base delle preferenze e delle produttività dei singoli agenti economici, è anche chiaro che in condizioni realistiche nessun pianificatore centrale potrebbe mai disporre di sufficienti informazioni per attuare una tale soluzione. E se anche il pianificatore sociale centrale fosse "benevolo" e "pienamente informato", non potrebbe rimpiazzare l'allocazione competitiva dei beni con un'altra capace di aumentare il benessere di ogni singolo consumatore (Tirole 1988, 6).
Sarebbe dunque preferibile affidarsi a soluzioni decentralizzate, quale il meccanismo di mercato in concorrenza perfetta, che raggiungono un equilibrio in condizioni di ottimalità Paretiana senza richiedere che alcun agente disponga di una quantità non realistica di informazioni.
Piuttosto che voler trarre dai teoremi dell'economia del benessere conclusioni circa l'opportunità dell'intervento dello Stato nell'economia, gli economisti utilizzano questi risultati come potenti strumenti per la risoluzione di un modello economico. In particolare, il secondo teorema dell'economia del benessere stabilisce l'equivalenza tra l'allocazione ottenuta da un pianificatore centrale o agente rappresentativo e quella raggiunta in equilibrio in presenza di diversi consumatori. Essendo in genere più « semplice » la soluzione del problema di scelta ottima da parte dell'agente rappresentativo, un modello di equilibrio economico generale è di norma risolto sulla base del problema che caratterizza le decisioni di un agente rappresentativo, invocando quindi il secondo teorema del benessere a garantire la validità del risultato in presenza di agenti multipli.

## I due teoremi dell'economia del benessere

### Primo teorema dell'economia del benessere
Il primo teorema dell'economia del benessere afferma che le condizioni di efficienza paretiana sono realizzate in una particolare configurazione istituzionale costituita da un'economia decentrata di concorrenza perfetta. In altre parole, l'allocazione dell'equilibrio del mercato in concorrenza perfetta, se possibile, è un ottimo paretiano.

#### Enunciato formale e dimostrazione
In un'economia Walrasiana, all'interno della quale sono presenti individui caratterizzati da preferenze crescenti, ciascuna allocazione d'equilibrio è efficiente.

### Secondo teorema dell'economia del benessere
Il secondo teorema dell'economia del benessere afferma che, modificando opportunamente le dotazioni iniziali con particolari strumenti di redistribuzione, imposte o sussidi in somma fissa (lump sum tax), un'economia concorrenziale consente di raggiungere qualsivoglia stato sociale Pareto efficiente sulla frontiera massima dell'utilità. Si riesce quindi a raggiungere l'obiettivo dell'equità, raggiungendo l'allocazione che corrisponde all'intersezione fra la curva di benessere sociale più alta e la frontiera delle utilità possibili.